# Kamen Rider OOO
Kamen Rider W Kamen Rider Fourze
Kamen Rider OOO (仮面ライダーオーズ／ＯＯＯ, Kamen Raidā Ōzu) est une série télévisée japonaise de type Tokusatsu. Elle est la vingt et unième série de la franchise Kamen Rider et la douzième de l’ère Heisei. Coproduite par la Toei et les productions Ishinomori, les 48 épisodes sont diffusés du 5 septembre 2010 au 28 août 2011sur TV Asahi. Après une apparition dans le film Kamen Rider W Forever: A to Z/Les Gaia Memory du destin avant même le début de la série, il apparaît dans le film anniversaire OOO, Den-O, All Riders: Let's Go Kamen Riders  ainsi que dans le film de la série Kamen Rider OOO Wonderful the Movie: Le Shogun et les 21 Core Medals. Elle sera suivie par Kamen Rider Fourze.

## Synopsis
Eiji Hino est un jeune voyageur errant qui vit de petits jobs et continue à vivre sa vie sans aucune motivation, jusqu'à ce que d'étranges pièces basées sur des Homonculus reforment des êtres immortels connus sous le nom de Greeed qui se sont réveillés après leur sommeil de 800 ans dans le but d'attaquer les humains en se nourrissant de leurs désirs. Le bras désincarné du Greeed, nommé Ankh, donne à Eiji la ceinture du Roi Multiple ainsi que trois médailles de Greeed lui permettant de se transformer en Kamen Rider OOO.
Ankh avoue que les Greeed sont des êtres dangereux ; de surcroît, il prend possession du corps du jeune policier Shingo Izumi aux portes de la mort. Eiji décide alors d'utiliser le pouvoir de OOO pour combattre les Greeed tout en ayant une relation à la fois amicale et rivale avec Ankh. Au milieu de la bataille des Greeed se glisse une troisième faction, la fondation Kougami dont les objectifs sont nébuleux. Ils fournissent à OOO une aide sous forme d'armes, d'accessoires lui permettant de détecter et se battre contre les Yummys.

## Riders (personnage)

### Kamen Rider OOO
Le nom OOO est prononcé « Oz » ce qui signifie roi, d'où le nom de la ceinture. Il s'agit également d'une représentation des trois médailles qui composent la transformation, et une extension du lemniscate le signe de l'infini. Le terme Kamen Rider n'est jamais mentionné dans la série, si ce n'est dans les rappels effectués par le narrateur en début d'épisode.
Eiji gagne la possibilité de se transformer en OOO en utilisant la ceinture du Roi que lui confie Ankh, alors qu'il ne peut prendre que la forme d'un bras. Afin d'utiliser le pouvoir de OOO, il doit glisser trois médailles noyaux (Core Medals) correspondant à la tête, torse et bras, et jambes, et scanner les trois médailles avec le scanner OOO. Il a la possibilité d'interchanger une ou plusieurs médailles en combat et rescanner pour échanger ses capacités de combat. Parallèlement, trop de dégâts créeront un dysfonctionnement d'une partie et pourra faire éjecter la médaille correspondante.
La quête des médailles est une lutte entre le duo Eiji/Ankh et les Greeed désireux de les récupérer. Régulièrement les héros en viennent à perdre ou récupérer des médailles.
Parmi les combinaisons possibles, existent les combos, qui sont la combinaison de trois médailles venant du même Greeed, ainsi que TaToBa, le combo de base composé de trois médailles de type différents. Un combo synergise les trois médailles, donnant davantage de pouvoir à OOO, mais provoquant une surcharge de fatigue à Eiji à la fin du combat, bien qu'il semble s'y habituer. Un combo est annoncé par l'extrait d'une chanson sortant du OOO driver, usant comme refrain le nom composé des initiales des noms des animaux totems.
- TaToBa (Taka, Tora, Batta ; faucon, tigre, sauterelle).

TaToBa est le combo de base composé des médailles d'Ankh, de Kazari et de Uva. Il ne dispose pas de synergie particulière. L'attaque finale est l'apparition de trois cercles rouge, jaune et vert au travers desquels il traverse d'un coup de pied plongeant.
- GataKiriBa (kuwagata, kamakiri, batta ; scarabée, mante, sauterelle])

GataKiriBa est le combo composé des médailles vertes d'Uva, des totems de type insecte. OOO peut lancer des éclairs avec les antennes du scarabée, utiliser les sabres attachés aux pattes de la mante et effectuer de grands sauts avec la sauterelle. La combo permet de surcroît de créer des clones indépendants de OOO ce qui permet de se battre contre une multitude d'ennemis ou d'entourer un ennemi plus grand. L'attaque finale permet aux OOO de voler quasiment et donner des coups de pied de grandes puissances.
- LaToraTah (lion, tora, cheetah ; lion, tigre, guépard)

LaToraTah est le combo composé des médailles jaunes de Kazari, des totems de type félin. OOO peut utiliser une lumière infrarouge aveuglante avec le masque du Lion, allant même jusqu'à provoquer des brûlures ; frapper avec les griffes du tigre et utiliser la vitesse du guépard pour esquiver les coups ou donner une multitude de coups de pied en un saut. L'attaque finale consiste à créer trois cercles jaunes et de projeter l'énergie de la médaille du Lion dans les griffes du Tigre.
- SaGoZo (sai, gorilla, zou ; rhinocéros, gorille, éléphant)

SaGoZo est le combo composé des médailles argentées de Gamel, des totems de type gros mammifères. OOO peut utiliser la corne du rhinocéros, donner de gros coups de poing avec les bras du gorille et frapper lourdement avec les jambes de l'élephant. La combo permet de créer des ondes d'énergie en frappant contre son torse et de déstabiliser l'adversaire. L'attaque finale consiste à pilonner le sol pour emprisonner son adversaire dans le sol, les attirer en manipulant la gravité et l'achever avec un gros coup de poing et de cornes.
- TaJaDor (taka, kujaku, condor ; faucon, paon, condor)

TaJaDor est le combo composé des médailles rouges de Ankh, des totems de type oiseau. OOO utilise les yeux du faucon pour mieux voir, les plumes du paon pour projeter des projectiles et peut effectuer une attaque en plongée avec les serres du condor. Étant représentant des oiseaux, il peut également voler. TaJaDor bénéficie également d'un bouclier pouvant projeter du feu, dans lequel il peut glisser des Médailles qu'il peut scanner (Giga Scan) pour effectuer une attaque concentrée.
- Tamashii (taka, imagin, shocker ; faucon, imagin, shocker). Tamashii signifie âme en japonais)

Tamashii est le combo composé des médailles d'Ankh, de Momotaros et de Shocker.
Tout comme le combo Tatoba, il n'y a pas de synergie particulière pour ce combo.
L'attaque finale de Tamashii consiste à  accumuler de l'énergie entre ses mains, ce qui devient le symbole de la médaille Shocker puis 
lancer ensuite le symbole sur son adversaire, qui s’attache à la poitrine de l’adversaire pendant que OOO accumule de l’énergie dans les deux mains, qui forment les symboles de la médaille Taka et Imagin, respectivement, puis les lance à l'adversaire. Les trois symboles se fondent alors dans le symbole de Tamashii Combo et explosent.
Tamashii Combo n'est apparu  que dans le film anniversaire OOO, Den-O, All Riders: Let's Go Kamen Riders, car comme la chronologie a été rétablie à la fin du film, les médailles Shocker et Imagin n'ont plus de raison d'exister et se sont dissoutes.
- ShaUTa (shachi, unagi, tako ; orque, anguille, pieuvre)

ShaUTa est le combo composé des médailles bleues de Mezool, des totems de type animaux marins. OOO peut utiliser les tentacules de la pieuvre aussi bien sous l'eau que sur terre et peut donner des coups avec les fouets électriques de l'anguille. La synergie permet de créer des jets d'eau et de se liquéfier, ce qui permet d'exceller en combat sous-marin.
- PuToTyra (ptera, tricera, tyranno ; abréviations de Pterodactyle, Triceratops, Tyrannosaure)

PuToTyra est une combinaison unique (ses trois médailles ne sont utilisées qu'ensemble) de médailles qui viennent s'installer en Eiji et le transforme peu à peu en Greeed. Cette combinaison prend le dessus lorsque Eiji est dominé par son adversaire ; il prend alors le contrôle de OOO, avec pour inconvénient de rendre Eiji berserk, au point de ne plus reconnaître ses alliés de ses ennemis. PuToTyra peut voler avec les ailes du ptérodactyle, glacer avec les cornes du tricératops et donner des coups violents avec la queue du tyrannosaure. Appelée Combo Invincible (無敵のコンボ, Muteki no Konbo), il s'agit également de la forme finale officielle d'OOO.
Contrairement aux autres combos, Putotyra Combo fait que la plupart des armures OOO deviennent blanches et ne peut pas former une incompatibilité avec les autres médailles de base, car les médailles violettes sont faites par nature comme l'antithèse du désir, annulant le pouvoir des autres médailles de base.
- Burakawani (cobra, kame, wani ; cobra, tortue, alligator)

Burakawani est le combo composé des médailles oranges, des totems de type reptile.
Sous cette forme, la vue de OOO est doublée et il obtient la vision infrarouge.
OOO peut créer un bouclier d'énergie avec la coquille de la tortue,  utiliser les dents de scie sur ses jambes pour générer une attaque énergétique qui formera une tête de crocodile et frappera ses ennemis à chaque coup de pied  ou encore utiliser son pungi pour frapper l'ennemi ou jouer de la musique pour appeler des cobras. La Combo recouvre également le corps de l'utilisateur d'une substance appelée Soma Venom , ce qui le rend capable de guérir instantanément après avoir pris n'importe quelle attaque. 
L'attaque finale est l'apparition de trois cercles oranges devant OOO avant de se lancer à travers eux  avant de décocher un puissant coup de pied avec les dents de scie, qui génèrent un crocodile d'énergie géant qui mord la cible.
- TaToBa (super taka, super tora, super batta ; super faucon, super Tigre, super sauterelle

Super TaToBa est une évolution du Tatoba Combo qui est apparue dans Kamen Rider × Kamen Rider Fourze & OOO: Movie War Mega Max. 
Parce que les super médailles ont « dépassé le temps », elles permettent à OOO d’arrêter temporairement le temps ; Eiji s'en sert pour combattre sur un pied d'égalité Rem Kannagi, qui possède également les Core Medals du futur.
L'attaque finale est l'apparition de trois cercles rouge, jaune et vert au travers desquels il traverse d'un coup de pied plongeant mais encore plus puissant.
- Mukachiri[2](mukade, hachi et ari ; mille-pattes, abeille, fourmi)

Mukachiri est la combinaison des médailles Mukade, Hachi et Ari, des médailles de type arthropode venimeux. Cette forme apparaît dans le jeu vidéo Kamen Rider : Memory of Heroez,.

### Kamen Rider Birth
Ce Kamen Rider est développé par le docteur Maki sous le financement de la fondation Kougami et est confié à l'origine à Akira Date après le refus de le confier à Goto. Il est spécialisé pour pouvoir battre les Yummys et récolter les Médailles Cellules, mais est nettement moins efficace contre les Greeed, contre lesquels OOO est plus puissant. Néanmoins, sa technologie demande d'utiliser des Médailles Cellules, une pour permettre d'activer l'armure de combat et plusieurs qui peuvent servir de munitions pour les différentes armes. Il utilise comme armement le système CLAWS, abréviation de Cannon Legs Arms Wings System, littéralement Système Canon Jambes Bras Ailes. Goto, contrairement à Date, a lu le manuel d'utilisateur de Birth ce qui lui permet de l'utiliser de manière optimale.
- Kamen Rider Birth Prototype

Cette version est confiée à Akira Date et ne fonctionne qu'à 70 % de sa puissance maximale. C'est également cette version qui est utilisée par Goto immédiatement après les blessures mortelles de Date. Les deux armures peuvent cohabiter et être utilisés par les deux personnages.
- Kamen Rider Birthday

Il s'agit d'une version maximale dans laquelle tous les éléments du CLAWS sont utilisés au même moment.

## Personnages
- Eiji Hino

Eiji est le fils d'un politicien et un grand voyageur, qui a vécu dans de nombreux pays, se liant d'amitié avec les habitants qu'il rencontre. Il a été confronté à la guerre et se sent impuissant de n'avoir pu sauver les amis qu'il a pu se faire. La puissance conférée par OOO lui redonne confiance et un but dans sa vie. Il cherche également à sauver Shingo Izumi et sa relation avec Ankh est un mélange d'hostilité et d'amitié grandissante.
- Ankh

Ankh est un Greeed qui a perdu grandement de sa puissance lorsqu'il a été détruit par OOO quelques siècles auparavant, alors qu'il avait trahi les autres Greeeds. Il se présente sous la forme d'un bras qui a la possibilité de flotter et d'absorber des Médailles Cellules ou Noyaux. Il peut prendre une apparence humaine en manipulant un corps, qui est celui de Shingo Izumi.
- Hina Izumi

Hina est lycéenne ; c'est la sœur de Shingo. Dotée d'une force herculéenne, ce qui l'embarasse, elle est capable de tenir tête à Ankh lorsqu'il occupe le corps de son frère. Elle travaille au CousCoussier et persuade Eiji et Ankh de venir s'y installer, de sorte qu'elle puisse les surveiller en permanence. Bien qu'elle se méfie d'Ankh et n'est là que pour préserver le corps de son frère, elle finit par créer une relation amicale et cherche des solutions pour que le conflit se termine pour l'ensemble de ses proches.
- Shingo Izumi

Shingo est un jeune policier, grand frère de Hina. Lors de l'attaque du premier Yummy, il est grièvement blessé et perd connaissance. Ankh, sous la forme d'un gant, prend possession de son corps, ce qui fait l'objet de la dispute avec Eiji qui ne peut se permettre de le blesser. Ankh prétend permettre au corps de Shingo de survivre ; ce dernier guérit de ses blessures au fil du temps.
- Chiyoko Shiraishi

C'est la propriétaire du CousCoussier, un restaurant dont les spécialités culinaires proviennent de pays et d'époque différentes. Elle finit par engager Hina et Eiji en échange de logements dans le grenier. Elle ne connaît pas la véritable identité d'Ankh, qu'elle pense être un délinquant, ni les pouvoirs conférés à Eiji.
- Kousei Kougami

Kousei Kougami est le président de la Fondation Kougami. C'est un homme excentrique qui semble en connaître beaucoup sur le conflit entre les Greeed et OOO. Il est d'un débordant très enthousiaste et optimiste, même face aux mauvaises nouvelles ; il a tendance à s'exclamer avec les mots « Splendide ! » (tsubarashii) et « Happy Birthday ! ». Il adore préparer des gâteaux d'anniversaire, dont il se sert pour contenant pour envoyer des cadeaux à Eiji comme des médailles Noyaux. La fondation Kougami possède des centres de recherche et développement qui apporte des gadgets comme des armes, des distributeurs (qui peuvent se transformer en moto). Kougami demande cependant en paiement 60 % des Médailles Cellules récoltées par Eiji avant de lancer Kamen Rider Birth (Prototype) pour en récolter davantage.
- Erika Satonaka

Secrétaire personnelle de Kougami, elle n'a pas de rôle particulier que d'apporter des écrans pour faire des visioconférences. Elle sait cependant se défendre contre des Yummys. Lorsque Goto devient le Kamen Rider Birth officiel, elle apporte de l'armement supplémentaire, arrivant souvent en retard sur les lieux du combat car elle prend trop de temps pour choisir sa tenue.
- Shintaro Goto

Ancien policier, il rejoint la fondation Kougami dans le but d'aider le monde, jusqu'à ce qu'il s'aperçoive que son rôle n'est que de seconder indirectement OOO en lui apportant médailles et armes. Il se rebelle et quitte la fondation Kougami lorsqu'il apprend qu'il ne pourra devenir Kamen Rider Birth. Travaillant comme serveur au CousCoussier, il s'entraîne aux côtés d'Akira à utiliser les armes de Birth, dans le but de prendre sa place lorsqu'Akira aura rassemblé la somme qu'il désire.
- Akira Date

Ancien médecin de guerre ayant voyagé partout dans le monde, il endosse le rôle de Kamen Rider Birth pour le compte de la fondation Kougami. Il prend son rôle au sérieux puisqu'il compte amasser la somme de 100 millions de Yen, pour une raison qui semble inconnue. Tout d'abord Eiji suspecte la bonté de l'ancien médecin, pensant que son objectif est de créer des dispensaires dans des pays pauvres jusqu'à ce que la réalité éclate : Akira cherche à payer les meilleurs chirurgiens pour déloger des fragments de balle qui se trouvent dans son crâne.
- Kiyoto Maki

Scientifique travaillant pour la fondation Kougami, c'est un homme taciturne et étrange qui se promène avec une poupée sur le bras. Dans son passé, Kiyoto Maki idôlatrait sa sœur qui le détestait. Il commit l'irréparable en créant un incendie dans sa chambre, puis resta persuadé qu'elle était une personne pleine de bonté et que ce ne fut qu'un accident. Bien que du côté de Eiji/Ankh, car créateur du système Kamen Rider Birth, il s'intéresse aussi aux Greeed. Il est alors approché par Kazari et fait des recherches sur le fait qu'un Greeed puisse contenir plus de neuf Médailles. Il finit par tomber dans la corruption en prenant aussi les Médailles ancestrales violettes, devenant ainsi un adversaire dangereux.

## Greeed
Les Greeed sont des golems créés 800 ans auparavant. Ils n'ont à la base pas d'esprit, et sont remplis d'un vide qui les poussent à satisfaire leurs désirs. Ankh trahit les autres Greeed en s'associant à OOO, avant de se faire lui-même trahir. À leur réveil, les quatre Greeed décidèrent de se venger en pourchassant Ankh, qui tente lui-même de les trouver. Ils peuvent, pour cela, créer des Yummy, d'autres Golems humanoïdes ayant des attributs d'animaux, à partir de Médaille Cellule et se nourrissant des désirs d'un hôte humain.
- Kazari

Kazari est le Greeed félin, rapide et violent. Il est le plus versatile et n'hésite pas à changer de camp en s'intéressant au Docteur Maki et en s'alliant avec lui, provoquant la perte de Mezool et Gamel, avant de les recruter de nouveau lorsqu'ils rescussitent. Ses Yummys sont dangereux car résident au profond de leur hôte, avant que le processus ne les absorbe.
- Uva

Uva est le Greeed insectoïde. Il est assez indépendant et finit par jouer solo lorsque Kazari réussit à détruire Mezool et Gamel. Il est alors le créateur des Waste Yummys, une armée de chair à canon composée d'une unique Médaille Cellule. Ses Yummys naissent directement de leur hôte et se nourrissent eux-mêmes du désir de leur hôte. De même que Kazari, il s'allie temporairement alors qu'on l'aissé pour mort à Ankh pour s'opposer aux anciens Greeed.
- Gamel

Gamel est le Greed des gros mammifères. Il est simple d'esprit et semble très attaché à Mezool qui le manipule. Il utilise son propre corps pour créer des Yummys. Il est détruit en même temps que Mezool, puis ressuscité par la suite.
- Mezool

Mezool est le Greeed des animaux marins, la seule de sexe féminin. Elle fait office de mère aux autres Greeed ; le partage qu'elle fait, à l'inverse de la rivalité, permet à tous de se nourrir des Médailles Cellules. Ses Yummys sont créés à partir de nids qui grossissent à proximité de leur hôte (qui ne semble pas les remarquer) à mesure qu'ils nourrissent leurs envies.
- Lost Ankh

Lost Ankh est une partie de Ankh qui demeura en Europe 800 ans auparavant. Il ressemble aux autres Greeed à l'exception que son bras droit a une apparence humaine et de couleur violette. Alors que le bras d'Ankh contient l'esprit d'Ankh, le reste du corps semble perdu comme un oisillon à la recherche de sa mère. Lost Ankh garde la possibilité de créer des Yummys, qui poursuivent des humains à la recherche de trophée qu'ils ramènent à leur hôte, grandissant leurs envies. Lost Ankh s'allie avec Kazari et le Docteur Maki ; son but est d'affronter Ankh et de fusionner avec lui.
- Yummys

Les Yummys sont des créatures créées par les Greeed. Ils ont deux buts : pister Ankh afin de récupérer les Médailles qu'il possède, et récupérer des Médailles Cellules en se nourrissant des pêchés des humains qui sont à la base de leur création.